# Tábua
Pour les articles homonymes, voir Tábua (homonymie).
Tábua est une municipalité (en portugais : concelho ou município) du Portugal, située dans le district de Coimbra et la région Centre.

## Géographie
Tábua est limitrophe :
- au nord, de Carregal do Sal,
- à l'est, d'Oliveira do Hospital,
- au sud, d'Arganil,
- à l'ouest, de Penacova,
- au nord-ouest, de Santa Comba Dão.

## Démographie
| 1801  | 1849  | 1900   | 1930   | 1960   | 1981   | 1991   | 2001   | 2004   |
| ----- | ----- | ------ | ------ | ------ | ------ | ------ | ------ | ------ |
| 2 287 | 5 633 | 18 371 | 16 530 | 15 869 | 13 456 | 13 101 | 12 602 | 12 452 |

| 2011   | - | - | - | - | - | - | - | - |
| ------ | - | - | - | - | - | - | - | - |
| 12 071 | - | - | - | - | - | - | - | - |

## Subdivisions
La municipalité de Tábua groupe 15 paroisses (freguesia, en portugais) :
- Ázere
- Candosa
- Carapinha
- Covas
- Covelo
- Espariz
- Meda de Mouros
- Midões
- Mouronho
- Pinheiro de Coja
- Póvoa de Midões
- São João da Boa Vista
- Sinde
- Tábua
- Vila Nova de Oliveirinha

## Personnalité liée à la ville
- Sara Beirão (1880-1974), journaliste, écrivaine, féministe